# Герберт Холл Тернер
Герберт Холл Тернер (англ. Herbert Hall Turner; 13 серпня 1861 — 20 серпня 1930) — англійський астроном, член Лондонського королівського товариства (1896).

## Біографія
Родився в Лідсі (Йоркшир). У 1882 році закінчив Триніті-коледж Кембриджського університету. У 1884—1893 роках працював у Гринвіцькій обсерваторії, в 1893—1930 роках — професор Оксфордського університету і директор університетської обсерваторії.
У 1896 році вперше застосував целостат в установці для спостереження сонячної корони під час затемнення. Розробив метод визначення точного положення зірок за фотографіями (спосіб Тернера). Під його керівництвом в Оксфордської обсерваторії проведена робота зі складання астрографічного каталогу зірок за програмою «Карта неба».
Член-кореспондент Паризької АН (1908), президент Лондонського королівського астрономічного товариства (1903—1904).
Медаль Кетрін Брюс Тихоокеанського астрономічного товариства (1927).
Його ім'ям названі кратер на Місяці та астероїд 1186 Turnera.